# Мірко Йозич
Мірко Йозич (сербохорв. Mirko Jozić, нар. 8 квітня 1940, Триль, СФРЮ) — югославський, згодом хорватський, футбольний тренер.
Володар Кубка Лібертадорес. Переможець Рекопи Південної Америки.

## Кар'єра тренера
Розпочав тренерську кар'єру 1970 року, очоливши тренерський штаб клубу «Юнак», де пропрацював з 1970 по 1972 рік. 1972 року став головним тренером молодіжної збірної СФРЮ, яку тренував шістнадцять років.
Згодом перебрався до Чилі, де протягом 1989—1993 років очолював тренерський штаб клубу «Коло-Коло», а 1994 року прийняв пропозицію попрацювати у збірній Чилі. Залишив збірну Чилі 1995 року.
Протягом 1995 року був головним тренером мексиканського клубу «Америка». 1995 року був запрошений керівництвом клубу «Хайдук» (Спліт) очолити його команду, з якою пропрацював до 1996 року.
З 1996 по 1997 рік очолював тренерський штаб саудівського клубу «Аль-Хіляль», після чого протягом частини 1998 року працював в Аргентині з «Ньюеллс Олд Бойз». Того ж 1998 року став головним тренером португальського «Спортінга», тренував лісабонський клуб один рік.
Протягом 2000—2002 років очолював тренерський штаб збірної Хорватії. Готував національну команду до участі у чемпіонаті світу 2002 року. На світовій першості, попри перемогу над збірною Італії, хорвати не змогли подолати груповий етап, програвши свої матчі проти Мексики та Еквадору. Після завершення мундіалю Йозич залишив збірну і взагалі відійшов від активної тренерської роботи.
2006 року ненадовго повертався до роботи тренера, працював з молодіжною командою загребського «Динамо».

## Досягнення
- Чемпіон світу (U-20): 1987
- Володар Кубка Лібертадорес:

«Коло-Коло»: 1991
- Переможець Рекопи Південної Америки:

«Коло-Коло»: 1992